# L'Agefi (Suisse)
Ne pas confondre avec le quotidien et hebdomadaire français L'Agefi.
L'Agefi est un journal bihebdomadaire suisse fondé par Jean Hussard en 1950 et traitant prioritairement d'économie, de finance et de politique. Il est édité par la société Nouvelle Agence Économique et Financière SA.

## Présentation
Outre le siège et la rédaction centrale à Échandens, le journal dispose de bureaux dédiés à ces journalistes à Zurich, et Genève pour la Suisse. Fin 2020, il passe à deux parutions par semaine (mercredi et vendredi) et lance un nouveau site internet. Il compte plusieurs suppléments tels qu'« Agefi Indices » ainsi que des magazines tels qu'« Agefi Immo » et « Agefi Life ».

## Historique
Le journal est fondé en 1950 par le journaliste français Jean Hussard, qui travaillait pour le Groupe « Agefi France ». Trente ans plus tard, « L’Agefi Suisse » a été repris par « L’Agefi France ». Le Groupe Agefi France, est racheté en 1983 par Jean-Pierre Peyraud et Bruno Bertez puis repris en 1987 par le Groupe Expansion sous la houlette de Jean-Louis Servan-Schreiber.
Le retournement de conjoncture au début des années 1980 et la hausse des taux d’intérêt ont raison de la santé financière du groupe de Jean-Louis Servan-Schreiber. Au premier trimestre 1993, Alain Fabarez, directeur général, prend le contrôle de « L’Agefi » avec un capital de 1 965 000 francs suisses. Afin de se consacrer essentiellement au quotidien, la direction décide de vendre la participation de 50 % qu’Agefi détenait dans Agedip, qui édite le mensuel « Bilan ». Dans le même temps, Agefi.com SA est créée avec un capital de 200 000 CHF.
En 1999, Agefi Holding SA, société suisse cotée au SWX Swiss Exchange (AGEN), est le nouveau propriétaire de L'Agefi. Dès 2006, Agefi Holding devient AGEN Holding SA. AGEN contrôle deux pôles : un pôle santé (GSMN) et un pôle presse (Agefi). En 2009, Agen Holding SA devient Genolier Swiss Medical Network SA (GSMN), et décide de céder la majorité du pôle presse (Agefi).
En février 2009, la majorité (51 %) du pôle presse est repris par l'homme d'affaires franco-suisse Alain Duménil à la réputation controversée. Il a été mis en examen et placé sous contrôle judiciaire notamment dans la liquidation de Stephane Kélian Production. De nombreuses autres de ses interventions en affaire ont donné lieu à des polémiques. Il a été jugé les 18 et 19 novembre 2010 pour l'affaire Kélian à Valence et encourt cinq ans de prison et 75 000 € d'amende. Le jugement est attendu fin janvier 2011. De plus, l'action de son groupe immobilier a été suspendue du cours de bourse, le dividende ayant été placé sous séquestre.
Au 1er mars 2009, François Schaller (ancien rédacteur en chef de PME Magazine et Private banking) rejoint Agefi SA avec les titres d’administrateur délégué, rédacteur en chef du quotidien L’Agefi et directeur éditorial de ses suppléments et magazines.
Depuis le 1er juillet 2013, Olivier Bloch est le nouveau directeur général de d'Agefi SA.
Du 1er mai 2017 au 31 juillet 2018, le rédacteur en chef et administrateur délégué est Fathi Derder. Le 22 juin 2017 est fondée la société Nouvelle Agence Économique et Financière SA qui remplace la société Publications de l'économie et de la finance AEF SA alors chargée de la publication de L'AGEFI. Luc Petitfrère est rédacteur en chef par intérim depuis juin 2018.
Le 1er mai 2020, Frédéric Lelièvre devient directeur et rédacteur en chef, avec comme priorité de développer une nouvelle offre numérique. Il a auparavant occupé le poste de rédacteur en chef adjoint de CNNMoney Switzerland après avoir travaillé pour Le Temps de 2001 à 2017.

## Anciens collaborateurs/chroniqueurs
- Christian Campiche, (1994-1996)
- Jan Marejko
- Jean-Louis Caccomo

## Anciens contributeurs réguliers
- Bruno Bertez

## Articles
- Genolier/L'AGEFI s'ouvre un nouvel horizon avec le financier Alain Duménil
- « L’Agefi » racheté par un investisseur franco-suisse